# 矢原美紀夫

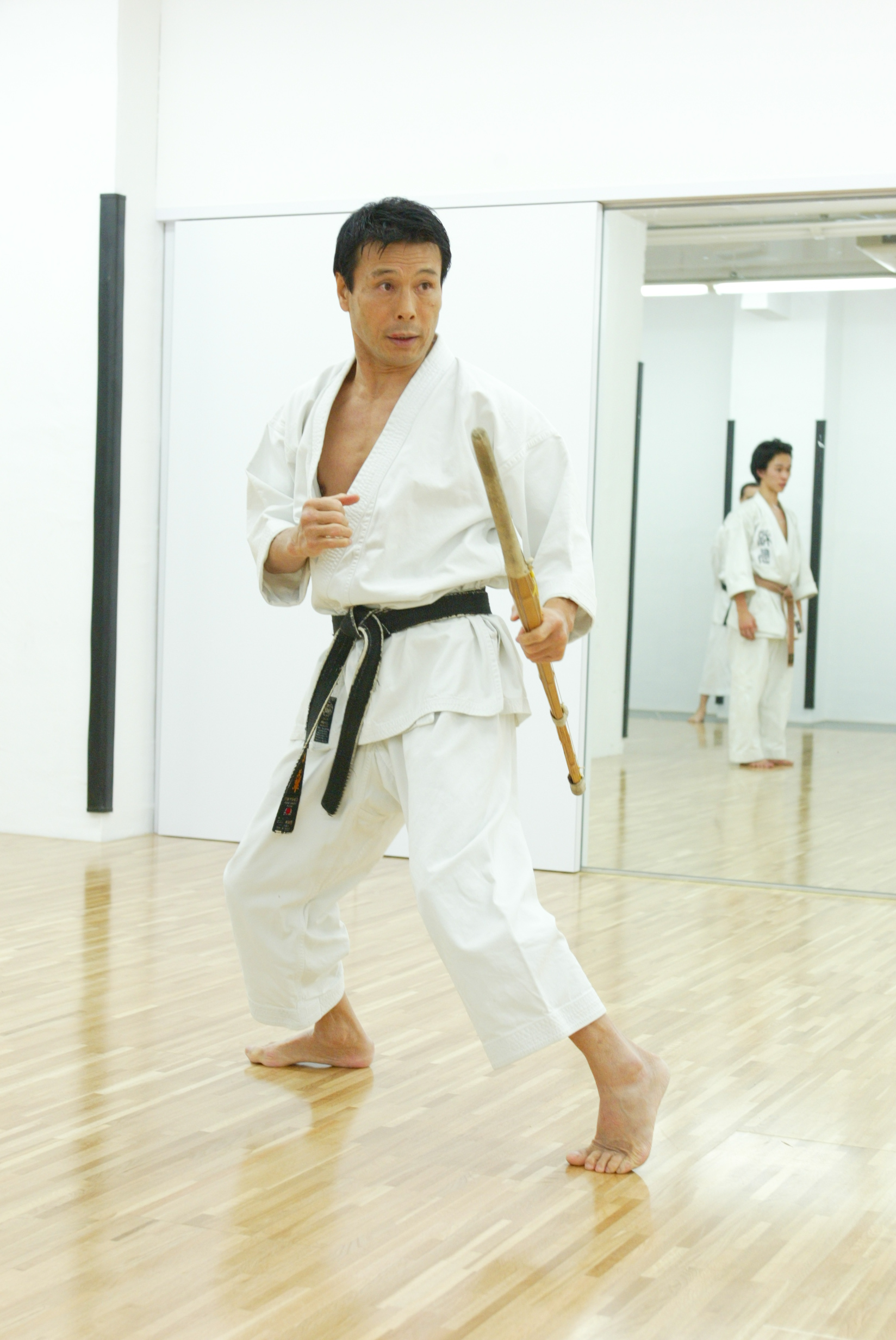
矢原美紀夫

矢原 美紀夫（やはら みきお、1947年4月4日 - ）は、松濤館スタイルの空手家。段位は十段位。    
矢原は昭和1947年愛媛県出身で、古くから武士のルーツを持つ名家の4男。彼は柔道で武道の訓練を始めた。その後、日本空手協会（JKA）で空手の修業のため上京を考えて国士舘大学に進学し、勉学をしながら、一方で協会の研修生（ジュニアインストラクター）となり、競技空手選手としてキャリアを始める。1974年から1984年にかけて、組手と型の両方で大きな成功を収めた。  
1987年から1999年まで続いたJKAでのリーダーシップのためのいさかいの後、これに見切りをつけ、2000年に独自の組織である空手之道世界連盟、通称『KWF』を設立した。2023年現在、63ヵ国が参加する大組織の首席師範に就任し現在に至る。     
また、矢原は自己の空手を生かして50年前28歳の時に要人警護（ISS・インターナショナル・セキュリテイーサービス（株））を設立し、代表取締役に就任して 世界の政財界等の要人から多大な信頼を得て現在も活躍している。

## トーナメントの実績

### JKA全日本選手権
- 1984-3位（組手）、1位（型）、グランドチャンピオン[5]
- 1983-2位（型）
- 1982-3位（組手）、2位（型）
- 1981-2位（型）
- 1980-2位（型）
- 1979-3位（組手）
- 1978-2位（組手）、2位（型）
- 1976-3位（組手）
- 1975-2位（組手）
- 1974-1位（組手 団体）

### IAKF世界選手権
- 1983-1位（組手 団体）、1位（団体型）、2位（型）
- 1980-1位（組手 団体）、1位（団体型）、2位（型）
- 1977-1位（組手 団体）、1位（団体型）、2位（型）
- 1975-1位（組手 団体）、1位（団体型）

### IAKF・JKA　国際選抜選手権
- 1975-1位  (組手) ､  1位 (形）

### アジア空手道選手権大会
- 1974-1位（組手 団体）
- 1983-1位（組手)、1位（型）

### WUKO・JKA　ワールドカップ
- 1984-１位（形 個人）､  1位（形 団体）